# Wyoming Central Railway
La Wyoming Central Railway era una ferrovia che operava nello Stato del Wyoming. La ferrovia fu incorporata nell'ottobre del 1885 e costruì una linea da Chadron, Nebraska attraverso Douglas a Casper. La linea fu inizialmente affittata alla Fremont, Elkhorn and Missouri Valley Railroad e le due ferrovie si consolidarono nel 1891. La FE&MV fu fusa nella Chicago and North Western Transportation Company nel 1903 e la linea fu estesa a Lander.

## Storia
Nel 1885 le leggi del Territorio del Wyoming richiesero la costruzione di ferrovie o la loro operatività nel territorio da incorporare nel territorio. Al fine di estendere la linea ovest dal Nebraska, la Fremont, Elkhorn and Missouri Valley Railroad incorporò la Wyoming Central Railway come un'impresa fittizia con sede nella città di Lusk, che fu progettata dalla ferrovia nel luglio 1886. Il proprietario terriero locale Frank S. Lusk era nominato come direttore e unico azionista residente della società Wyoming Central. La linea fu rapidamente estesa alla nuova città di Douglas nei pressi dell'antica località di Fort Fetterman. Nel 1887 la linea fu costruita per Glenrock. Nel giugno del 1888 la ferrovia raggiunse il futuro sito della città di Casper, che fu affittato dalla ferrovia alla fine del 1888. La città prese il nome dal vicino Fort Caspar, che fu un importante tappa della Pista dell'Oregon.
La merce primaria sulla linea era il carbone, ma venivano anche trasportati altri beni come il bestiame. Nelle sue argomentazioni per convincere la Union Pacific a costruire una linea a nord da Cheyenne, il governatore territoriale Francis E. Warren ha stimato che la Wyoming Central trasportava 300.000 dollari di bestiame ad est attraverso il Nebraska invece che a Cheyenne. Alla fine, la minaccia della Wyoming Central, che dominava il nord-est del Wyoming, spinse la Union Pacific a fondare la Cheyenne and Northern Railway che tentò di raggiungere prima Douglas, ma fallì. Alla fine la C&N si estese solo fino a Wendover sul fiume North Platte. Quando la Union Pacific Railroad prese il controllo della C&N nel 1887 la estese per collegarsi alla linea della Wyoming Central a Orin Junction.
Dal suo inizio la linea fu affittata alla FE&MV e nel 1891 le due ferrovie furono consolidate con il nome FE&MV. Nel 1903 la FE&MV si fuse con la ferrovia Chicago and Northwestern. Alla fine, la C&NW estese la linea a Shoshoni e Riverton nel 1905 e Lander nel 1906. Nel 1943 la linea ovest di Casper fu abbandonata e salvata. Quando la Union Pacific si fuse con la C&NW nel 1995, la UP annunciò l'intenzione di abbandonare la porzione della linea da Orin Junction a Casper.